# Lepturges curvilinea
Lepturges curvilinea är en skalbaggsart som beskrevs av Gilmour 1959. Lepturges curvilinea ingår i släktet Lepturges och familjen långhorningar. Inga underarter finns listade i Catalogue of Life.